# Apamea ingloria
Apamea ingloria är en fjärilsart som beskrevs av Bang-haas 1912. Apamea ingloria ingår i släktet Apamea och familjen nattflyn. Inga underarter finns listade i Catalogue of Life.